# إسماعيل الحربي
إسماعيل إبراهيم عبد الله الحربي (مواليد 14 نوفمبر 1998، لاعب كرة قدم إماراتي يجيد اللعب كظهير أيمن يلعب في نادي مجد.

## مسيرة اللاعب
لعب في نادي الوحدة والنادي العربي ونادي مجد.

## الحياة الشخصية
هو من عائلة رياضية فهو شقيق كل من اللاعبين سهيل الحربي وشهاب الحربي وشعيب الحربي ومنصور الحربي.

## روابط خارجية
- إسماعيل الحربي على موقع Soccerway.com (الإنجليزية)